# Босна (село)
Вижте пояснителната страница за други значения на Босна.
Босна е село в Североизточна България. То се намира в община Ситово, област Силистра.

## География
Село Босна се намира на 8 км от общинския център Ситово и на 35 км от областния център Силистра.

## История
Основатели на селото се смятат Бошнаковият род, изселили се преди два века от Босна и Херцеговина. И от там произлиза името му.
През 1947 година комунистическият режим създава при селото концентрационен лагер за жени, който е закрит няколко години по-късно, а лагеристките прехвърлени в Белене.

## Религии
Джамията е построена през 1862 година.

## Културни и природни забележителности
Голямата Чешма е построена през 1854-1856 година с послание, написано на османски език с арабски букви, издълбани на камъка над голямата чучура, гласящо: „Построена е да дарява щастие на бащи и синове, да излива доброто на слънцето и небето върху жителите на Босна, да бъде благославян техният род, тъй както е славно името на Пророка Мохамед“ – Юмер уста.

## Редовни събития
Тук на 22 май 1989 година е проведен мирен митинг срещу т.нар. Възродителен процес. По този повод е издигнат паметник-чешма на площада пред кметството, където е проведено събитието. Надписът на мемориалната плоча, поставена на предната страна на паметника гласи: "Тук на 22 май 1989 г. се проведе митинг срещу „Възродителния процес“ да няма повече подобен повод! Вечно братство между етносите в България!"

## Личности
- Хюсеин Расим Гюлер – поет
- Хабил Курт – поет
- Исмаил Исмаилов – депутат
- Али Осман – скулптор

## Други
От тук към Юга започва най-голямата гора (158 000 дка) в Североизточна България „Зли дол“ и съответно и Лудогорието, а към Севера Край Дунавска Добруджа.
След 9 септември 1944 година край селото е изграден един от първите комунистически лагери за принудителен труд за жени. По лагерите са изпращани предимно бивши полицаи, царски офицери, белогвардейци, легионери и ратници, иванмихайловисти, бивши лидери на буржоазни партии, бивши министри, анархисти, николапетковисти и лулчевисти, заловените при опит за бягство от България, участници в нелегални групи и конспирации, разпространители на слухове и вицове.
1. ↑  www.grao.bg
2. ↑  Шарланов, Диню. История на комунизма в България. Том I. Комунизирането на България.   София, Сиела, 2009. ISBN 978-954-28-0543-4. с. 388.